# 贝叶挂毯
贝叶挂毯（法語：Tapisserie de Bayeux），也译作巴约挂毯，又称作玛蒂尔德女王掛毯（法語：tapisserie de la reine Mathilde），創作於11世纪。貝葉掛毯長70公尺，寬0.5公尺，而现今只存62公尺。掛毯上共出現623个人物，55只狗，202只战马，49棵树，41艘船，超過500只鸟和龙等生物，约2000个拉丁文字，描述了整个黑斯廷斯战役的前后过程，其中包括1066年4月出现在天空中的哈雷彗星。史载是征服者威廉的异父弟巴约大主教巴约的厄德为纪念巴约圣母大教堂建成所织。现保存于法国卡尔瓦多斯省的巴约。